# Gruziński Narodowy Komitet Olimpijski
Gruziński Narodowy Komitet Olimpijski (gruz. საქართველოს ეროვნული ოლიმპიური კომიტეტი, sak'art'velos erovnuli olimpiuri komiteti) – stowarzyszenie związków i organizacji sportowych z siedzibą w Tbilisi, zajmujące się organizacją udziału reprezentacji Gruzji w igrzyskach olimpijskich i europejskich oraz upowszechnianiem idei olimpijskiej i promocją sportu, a także reprezentowaniem gruzińskiego sportu w organizacjach międzynarodowych, w tym w Międzynarodowym Komitecie Olimpijskim.

## Prezydenci
- Nona Gaprindaszwili, 1989–1996
- Dżansug Bagrationi, 1996–2004
- Badri Patarkaciszwili, 2004–2007
- Giorgi Topadze, 2007–2008
- Gia Nacwliszwili, 2008–2012
- Leri Chabiełow 2012–do dziś